# Patrimoni dell'umanità del Ciad
I patrimoni dell'umanità del Ciad sono i siti dichiarati dall'UNESCO come patrimonio dell'umanità in Ciad, che è divenuto parte contraente della Convenzione sul patrimonio dell'umanità il 23 giugno 1999.
Al 2022 i siti iscritti nella Lista dei patrimoni dell'umanità sono due, mentre sette sono le candidature per nuove iscrizioni. Il primo sito è costituito dai Laghi di Ounianga, iscritti nella lista nel 2012, durante la trentaseiesima sessione del comitato del patrimonio mondiale. Quattro anni dopo, nella quarantesima sessione, il massiccio dell'Ennedi: paesaggio naturale e culturale è divenuto il secondo sito ciadiano riconosciuto dall'UNESCO. Un sito è considerato naturale, secondo i criteri di selezione, uno misto.

## Siti del Patrimonio mondiale
| Foto | Sito                                                  | Luogo                                          | Tipo                       | Anno | Descrizione |
| ---- | ----------------------------------------------------- | ---------------------------------------------- | -------------------------- | ---- | --- |
|      | Laghi di Ounianga                                     | Regione di Ennedi Ovest                        | Naturale (1400; vii)       | 2012 | Il sito comprende diciotto laghi interconnessi nella regione iperarida dell'Ennedi, nel deserto del Sahara, che coprono un'area di 62 808 ettari. Costituisce un paesaggio naturale eccezionale di grande bellezza con colori e forme sorprendenti. I laghi salini, ipersalini e d'acqua dolce sono alimentati da acque sotterranee e si trovano in due gruppi a 40 km di distanza l'uno dall'altro. Ounianga Kébir comprende quattro laghi, il più grande dei quali, Yoa, copre un'area di 358 ettari ed è profondo 27 m. Le sue acque altamente saline sostengono solo alghe e alcuni microrganismi. Il secondo gruppo, Ounianga Sérir, comprende quattordici laghi separati da dune di sabbia. Le canne galleggianti coprono quasi la metà della superficie di questi laghi riducendo l'evaporazione. Con i suoi 436 ha, il Lago Téli ha la superficie più ampia ma è profondo meno di 10 m. Con la loro acqua dolce di alta qualità, alcuni di questi laghi ospitano fauna acquatica, in particolare pesci. |
|      | Massiccio dell'Ennedi: paesaggio naturale e culturale | Regione di Ennedi Est, Regione di Ennedi Ovest | Misto (1475; iii, vii, ix) | 2016 | Nel nord-est del paese, il massiccio d'arenaria dell'Ennedi è stato nel tempo scolpito dall'erosione dell'acqua e del vento in un altopiano caratterizzato da canyon e valli che presentano uno spettacolare paesaggio caratterizzato da dirupi, archi naturali e pilastri. Nei canyon più grandi, la presenza permanente dell'acqua gioca un ruolo essenziale nell'ecosistema del massiccio, sostenendo la flora e la fauna oltre che la vita umana. Migliaia di immagini sono state dipinte e scolpite nella superficie rocciosa di grotte, canyon e rifugi, presentando uno dei più grandi complessi di arte rupestre del Sahara. |

## Siti candidati
| Foto | Sito                                                   | Luogo                                                              | Tipo                           | Anno       | Descrizione |
| ---- | ------------------------------------------------------ | ------------------------------------------------------------------ | ------------------------------ | ---------- | --- |
|      | Sito metallurgico di Begon II                          | Dipartimento di Monts de Lam                                       | Culturale (2049)               | 21/07/2005 | Il ferro di questo sito, prodotto tra il IX e l'XI secolo, veniva utilizzato all'epoca per la fabbricazione di attrezzi agricoli, armi e monete per i popoli Sara. Questo complesso industriale è costituito da una vecchia batteria di forni di riduzione del ferro, che era punteggiata da aree di deposito delle scorie di ferro. Nel sito sono ancora presenti le specie arboree che avevano fornito il carbone per la fusione. |
|      | Sito di antichi ominidi del Djurab                     | Regione di Ennedi Ovest                                            | Culturale (2050)               | 21/07/2005 | I quattro settori fossiliferi rinvenuti in questa regione desertica coprono quattro diversi e cruciali periodi geologici nella conoscenza e ricerca della nostra origine: Koro-Toro, Kollé, Kossom Bougoudi e Toros-Ménalla hanno età che variano da 3 a 7 milioni di anni. Questi siti sono soggetti all'erosione eolica che porta alla luce livelli fossiliferi disposti su vaste superfici che variano da poche centinaia di metri quadrati a pochi chilometri quadrati. Due di questi settori sono diventati famosi per aver consegnato i resti di antichi ominidi: Koro-Toro, datato a 3,5 Ma che ha consegnato Abel (Australopithecus bahrelghazali), il primo Australopiteco scoperto a ovest della Rift Valley; Toros-Ménalla, datato 7 Ma, ha permesso la scoperta di Toumai, il più antico rappresentante conosciuto della stirpe umana.                                                     |
|      | Rovine di Ouara                                        | Dipartimento di Ouara                                              | Culturale (2052)               | 21/07/2005 | Già capitale dell'Impero Ouaddai, Ouara fu abbandonata dai suoi governanti nel XIX secolo a causa della siccità. Di questa città rimangono solo le rovine del palazzo del sultano Abdel-Kerim ibn Djamé. Questo palazzo fu costruito in mattoni cotti nel XVI secolo da un architetto egiziano; è circondato da una cinta muraria che copre circa 325 m di diametro, ancora in piedi nonostante alcuni danni dovuti al maltempo. Una moschea si trova fuori dal grande recinto. |
|      | Curiose miniere di ferro di Télé-Nugar                 | Dipartimento di Barh Signaka                                       | Culturale (2054)               | 21/07/2005 | Le miniere di questo sito furono scoperte nel 1911 e avrebbero operato dall'antichità fino al XIX secolo. Questo sito, che si estende per circa 1000 m di diametro, era utilizzato sia come miniera di estrazione del ferro che come officina di riduzione del ferro dalle popolazioni faniane. È caratterizzato da una galleria che presenta diverse cavità comunicanti tra loro. Questa galleria fungeva anche da rifugio per le popolazioni faniane durante le incursioni dell'Impero Ouaddai. |
|      | Incisioni e pitture rupestri dell'Ennedi e del Tibesti | Regione di Ennedi Est, Regione di Ennedi Ovest, Regione di Tibesti | Culturale (2055)               | 21/07/2005 | Complessivamente sono presenti nel Tibesti, duecento siti di incisioni e una sessantina di dipinti a cui vanno aggiunti quelli dei dintorni del massiccio, che li collega al Sahara Centrale o all'Ennedi, da cui provenivano importanti apporti culturali dalla Nubia. Queste incisioni e dipinti risalgono al IV millennio a.C.. |
|      | Parco nazionale di Zakouma                             | Dipartimento di Barh Azoum                                         | Naturale (2056)                | 21/07/2005 | Istituito nel 1963, il Parco nazionale di Zakouma è oggi uno degli ultimi santuari della fauna selvatica dell'Africa saheliana, che ospita ancora un discreto numero di grandi mammiferi. Si estende su una superficie di 305 000 ettari. Possiede un'ottima vegetazione, un'importante rete idrografica, una fauna densa e diversificata che comprende quarantaquattro specie di grandi mammiferi e duecentocinquanta specie di uccelli e ottantaquattro specie di piante legnose. |
|      | Paesaggio culturale del lago Ciad                      | Regione del Lago (condiviso con Camerun, Niger e Nigeria)          | Misto (6361; ii, iii, vii, ix) | 30/10/2018 | Il lago Ciad ha la particolarità di essere ricoperto da centinaia di isole, molte delle quali abitate da diverse comunità (Kotoko, Mouloui, Barma, Boulala, Babalia, Kanembou, Hausa, ecc.) che vivono delle sue risorse e perpetuano modi di vita garantendo la loro resilienza. Questa convivenza tra uomo e natura, che dura da secoli, dona una vera dimensione di paesaggio culturale a questo immenso lago. La presenza umana intorno al lago risale al Paleolitico. La civiltà Sao, che è la più antica, designa sostanzialmente un gruppo di popolazioni che sarebbero venute dalla Valle del Nilo e che avrebbero popolato i dintorni del lago Ciad intorno al V secolo a.C. A livello naturale, l'ambiente del lago Ciad presenta un eccezionale mosaico di formazioni vegetali che si alternano tra boscose ed erbacee e sono costellate di oasi e zone umide di importanza internazionale. |